# ابن التعاويذي
ابن التَّعَاوِيذِي (519 - 583 هـ / 1125 - 1187 م) هو شاعر عربي، من أهل بغداد.
هو محمد بن عبيد الله بن عبد الله، أبو الفتح، المعروف بابن التعاويذي، أو سبط ابن التعاويذي. مدح صلاح الدين الأيوبي بقصائد ثلاث بعث بها إليه من بغداد. توفي في الثاني من شوال سنة 583 هـ / الخامس من كانون الأول سنة 1187 م وقيل سنة 584 هـ.